# 2380
2380(이천삼백팔십)은 2379보다 크고 2381보다 작은 자연수다.

## 수학
- 합성수로, 그 약수는 총 24개다. (1, 2, 4, 5, 7, 10, 14, 17, 20, 28, 34, 35, 68, 70, 85, 119, 140, 170, 238, 340, 476, 595, 1190, 2380)
  - 2380의 진약수의 합은 3668이므로, 2380은 과잉수다.
- 40번째 오각수다. 앞의 오각수는 2262, 다음은 2501이다.
- 14번째 칠각뿔수다. 앞의 칠각뿔수는 1911, 다음은 2920이다.
- 14번째 오포체수다. 앞의 오포체수는 1820, 다음은 3060이다.
- {\displaystyle 69^{2}-1}은 2380으로 나누어떨어진다.

## 과학·기술
- NGC 2380: 큰개자리 방향에 있는 렌즈형은하.
- 코스모스 2380호(영어판): 러시아의 인공위성.

## 기타
- 연도: 2380년, 기원전 2380년

## 같이 보기
- 2000